# 니요
니요(Ne-Yo, 본명: Shaffer Chimere Smith, 1979년 10월 18일 ~ )는 미국의 R&B 싱어송라이터, 프로듀서이다. 그의 데뷔앨범은 빌보드 200에서 1위를 거두었다. 그는 프로듀서로도 뛰어난 두각을 보였는데, 특히 마리오의 히트싱글인 "Let Me Love You"를 작곡했다.
2006년 그의 데뷔앨범이자 히트앨범인 《In My Own Words》의 리드싱글인 "So Sick"은 빌보드차트에서 1위를 거두었으며, 이어 발매한 "Because Of You", "Closer", "Miss Independent" 역시 빌보드 차트에서 연속 1위를 거두었다.

## 음반 목록

### 싱글
1. 〈Stay〉 (2006년)
2. 〈So Sick〉 (2006년)
3. 〈When You're Mad〉 (2006년)
4. 〈Sexy Love〉 (2006년)
5. 〈Because of You〉 (2007년)
6. 〈Do You〉 (2007년)
7. 〈Can We Chill〉 (2007년)
8. 〈Go On Girl〉 (2007년)
9. 〈Closer〉 (2008년)
10. 〈Miss Independent〉 (2008년)
11. 〈Mad〉 (2008년)
12. 〈Never Knew I Needed〉 (2009년)
13. 〈Beautiful Monster〉 (2010년)
14. 〈Champagne Life〉 (2010년)
15. 〈One In A Million〉 (2010년)
16. 〈Cause I Said So〉 (2010년)

### 음반
- 2006: 《In My Own Words》
- 2007: 《Because of You》
- 2008: 《Year of the Gentleman》
- 2010: 《Libra Scale》
- 2012: 《R.E.D.》
- 2015: 《Non-Fiction》

## 수상내역
- 2009년 제51회 그래미 어워드 최우수 R&B 노래상, 남성 R&B 보컬상
- 2009년 제9회 BET 어워즈 최우수남성 R&B상